# 高店乡 (大悟县)
高店乡，是中华人民共和国湖北省孝感市大悟县下辖的一个乡镇级行政单位。

## 行政区划
高店乡下辖以下地区：
凉亭村、付湾村、何店村、城门村、龙窝村、高店村、崔湾村、永年村、喻河村、三合村、夏河村、桐山村、长岗村、汪洋村、石河村、水庙村、店垅村、邓湾村、阳河村、许城村、棚岗村、东风村、忠和村、杨畈村、新河村和林场村。